# Picot verd daurat
El picot verd daurat (Piculus chrysochloros) és una espècie d'ocell de la família dels pícids (Picidae) que habita la selva humida, clars, bosc obert, bosc pantanós i sabanes de les terres baixes de l'est de Panamà i des del nord i est de Colòmbia, nord-oest i sud de Veneçuela i Guaiana, cap al sud, per l'est dels Andes, a través de l'est dEquador, nord-est del Perú, nord de Bolívia i est del Brasil fins al nord, est i sud-est de Bolívia, el Paraguai i nord de l'Argentina.